# Tambor alegre

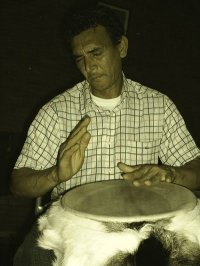
Tambor alegre

El tambor alegre, también denominado "hembra", "mayor" o "quitambre", es un instrumento membranófono de percusión de origen africano, utilizado en la música tradicional de la Costa Caribe colombiana. Es característico de los conjuntos de flautas carrisas o cañamilleras y de gaitas que ejecutan la cumbia. Junto con la marímbula, la clave, la guacharaca y el tambor llamador compone el conjunto de música tradicional del Palenque de San Basilio.
Posee un solo parche en la boca superior, tiene forma de cono truncado, de unos 70 cm de alto, unos 28 de diámetro superior y 25 de diámetro inferior. Se fabrica con tronco de árbol, cuero de la piel de animal como parche y se ensambla con ataduras o aros de alambre. Se tensiona con cuerdas y cuñas de madera. Se toca con las manos y baquetas con borlas abullonadas en un extremo para un mejor sonido.
Es el tambor que marca la melodía; juguetea con las notas de las melodías dictadas por los instrumentos líderes en este sentido y que se adorna con complejas y alegres improvisaciones sobre todo al final de la frase melódica, durante su ejecución.